# Christian Ludwig Gerling (Mathematiker)

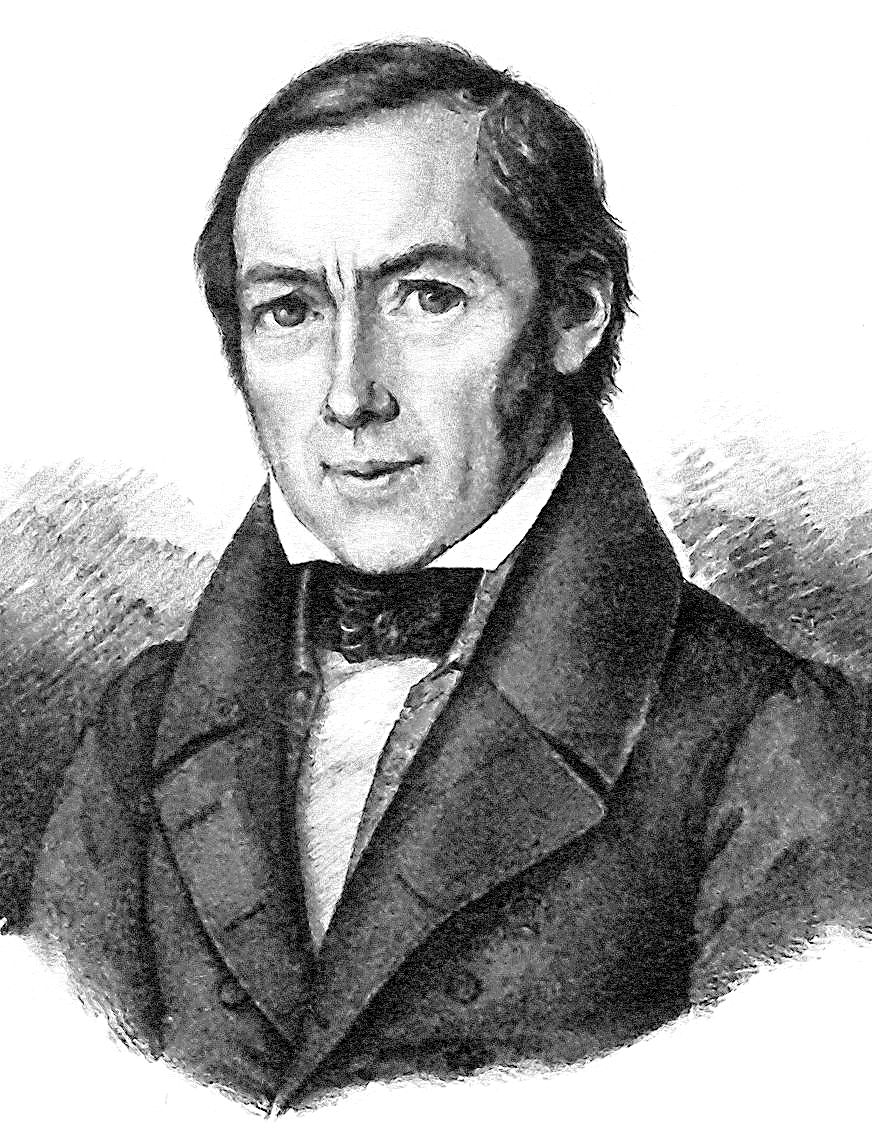
Christian Ludwig Gerling

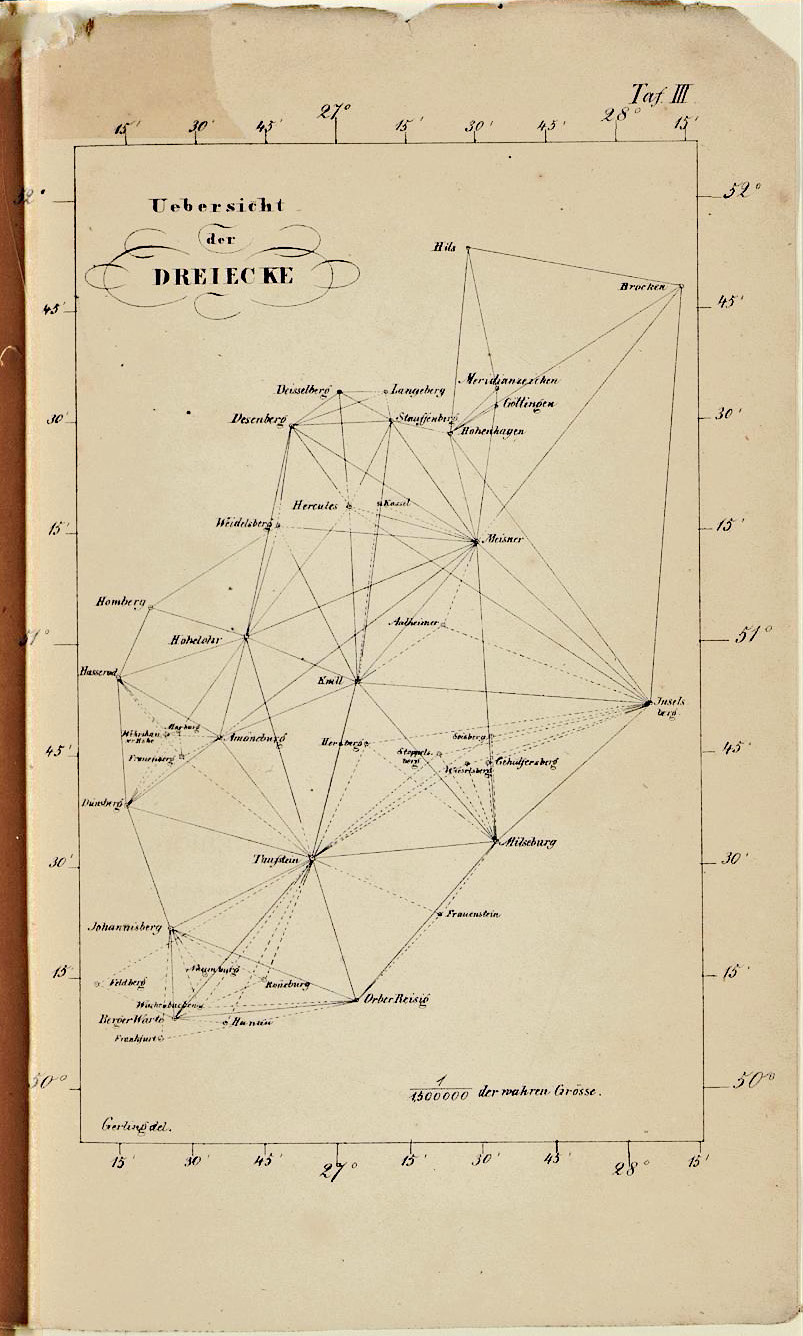
Kurhessen Triangulation 1837

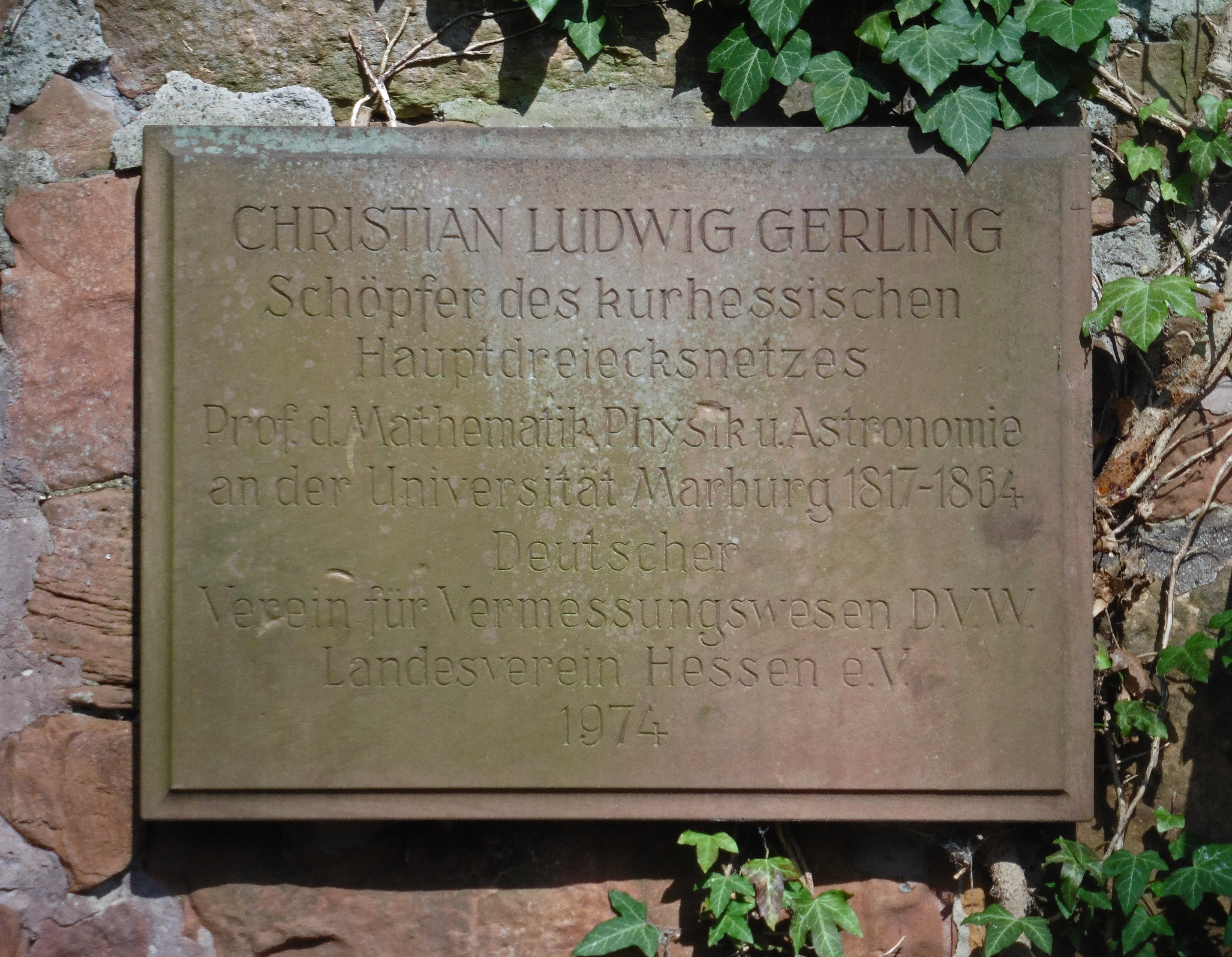
Gedenktafel in Marburg

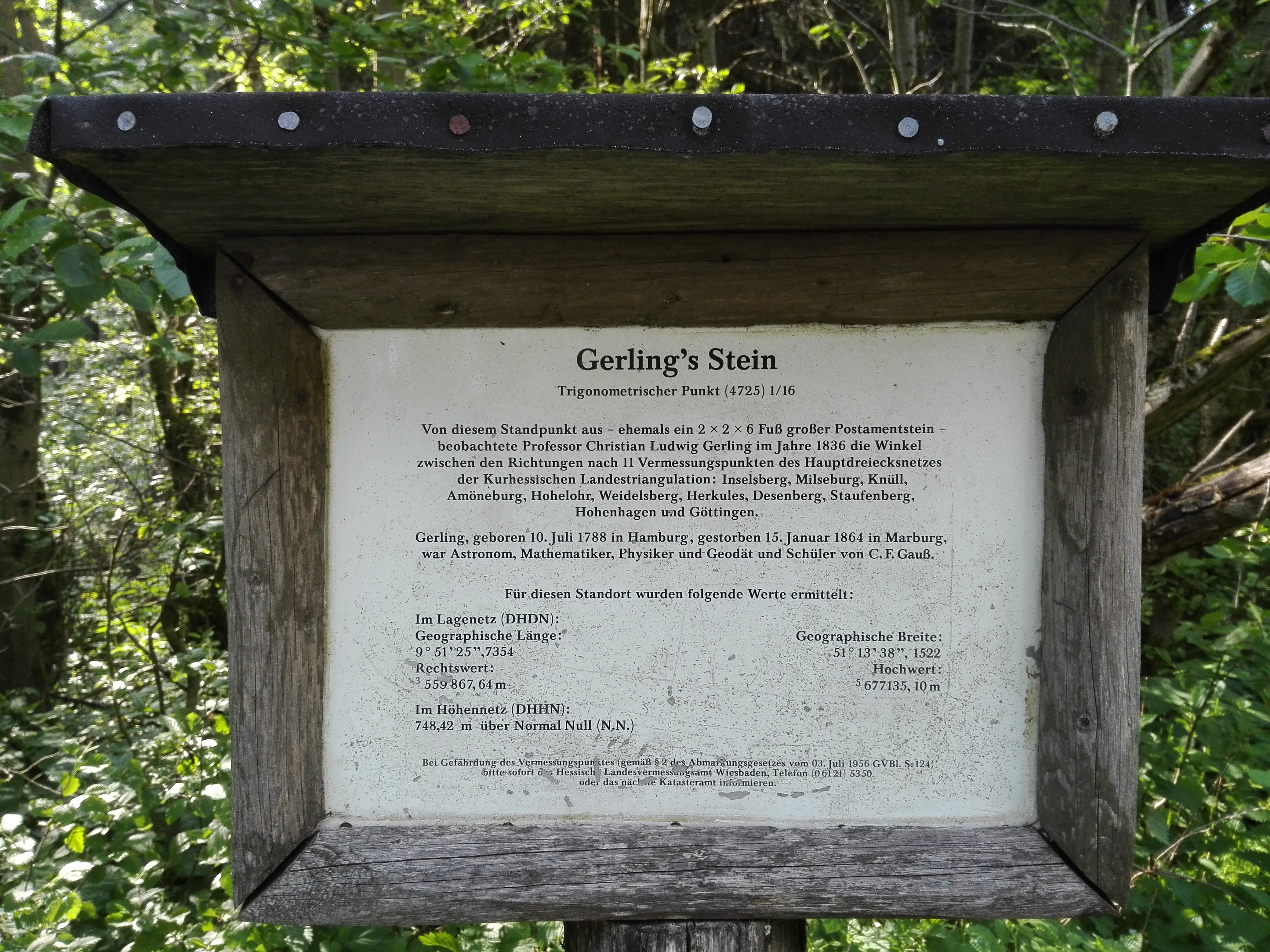
Gedenktafel an einem von Gerling benutzten trigonometrischen Punkt auf der höchsten Erhebung des Hohen Meißners, der Kasseler Kuppe

Christian Ludwig Gerling (* 10. Juli 1788 in Hamburg; † 15. Januar 1864 in Marburg) war ein deutscher Mathematiker, Astronom und Physiker sowie Ehrenbürger der Stadt Marburg.

## Leben
Gerlings Vater, der ebenfalls den Namen Christian Ludwig Gerling trug, war Pastor an St. Jacobi in Hamburg. Gerling besuchte dort das Johanneum. Sein Lehrer Karl Friedrich Hipp, der sich nach dem Tod des Vaters um die weitere Ausbildung des 12-jährigen kümmerte, schickte ihn 1809 auf die Universität Helmstedt. Dort war er zwar für Theologie immatrikuliert, besuchte aber dennoch eine Mathematik-Vorlesung bei Johann Friedrich Pfaff. Als die Universität Helmstedt 1810 geschlossen wurde, wechselte er, wie auch Pfaff, an die Georg-August-Universität Göttingen. Dort arbeitete er bald zusammen mit seinem Jugendfreund Johann Franz Encke – dessen früh verstorbener Vater war als Diakon ebenfalls an St. Jacobi tätig gewesen – an der Sternwarte unter Carl Friedrich Gauß und Karl Ludwig Harding. Nachdem er das Theologiestudium aufgegeben hatte, promovierte er 1812 bei Gauß mit einer Arbeit zur Berechnung von Sonnenfinsternissen. Noch im gleichen Jahr wurde er Professor am Lyceum in Kassel. 1817 erhielt er einen Ruf an die Philipps-Universität Marburg auf die freigewordene Professur für Mathematik. Dort blieb er bis zu seinem Tod, obgleich er manch reizvolles Angebot zu einem Wechsel erhielt. 1824/1825 war er als Prorektor Leiter der Universität.
1814 heiratete er Christiane Suabedissen. Das Paar hatte einen Sohn und drei Töchter.

## Werk
Bereits in Göttingen hatte Gerling Bahnberechnungen zu dem 1807 entdeckten Kleinplaneten Vesta angestellt, die er noch einige Zeit fortsetzte. Daneben hatte er 1815 das von dem 1807 verstorbenen Schullehrer Johann Friedrich Lorenz verfasste und hoch geschätzte Werk Grundriß der reinen und angewandten Mathematik in einer Neuauflage herausgegeben. Im Gegensatz zu seinem Doktorvater Gauß fand Gerling Gefallen an der Ausbildung von Studenten. Julius Plücker promovierte 1823 bei Gerling. Beide standen in regem Kontakt. Wie Gauß befasste er sich auch mit Untersuchungen zum Magnetismus. Ferner oblag Gerling der Ausbau des physikalischen Laboratoriums in Marburg.
Von 1822 bis 1837 war Gerling mit der ersten landesweiten Vermessung des Kurfürstentums Hessen betraut. Er schuf das dafür erforderliche Vermessungs-Grundnetz und damit auch die Grundlage für moderne topografische Karten und die Grundstücksvermessung. Er griff hierfür die von Gauß entwickelten Vermessungstechniken auf, unter anderem durch den Einsatz eines Heliotrops, das Peilungen über sehr weite Distanzen mit entsprechend hoher Genauigkeit erlaubte.

## Schriften
- Die Höhe Marburgs über dem Meere aus Barometer-Beobachtungen berechnet, 1829 Digitalisat
- Beiträge zur Geographie Kurhessens und der umliegenden Gegenden: aus der kurhessischen Triangulierung der Jahre 1822 bis 1837
  - 2. Heft: Enthaltend die Messungen der Jahre 1835, 1836 und 1837 nebst der definitiven Berechnung der ganzen Arbeit. 1839 Digitalisat